# All-Ireland Senior Football Championship 2006
L'All-Ireland Senior Football Championship 2006 fu la 120ª edizione del principale torneo di calcio gaelico tra le contee irlandesi (esclusa Kilkenny) più rappresentative di Londra e New York. Si tenne tra il 7 maggio 2006 e il 17 settembre 2006, giorno della finale.

## Struttura
- Vengono disputati i quattro tornei provinciali (Londra e New York competono nel Connacht Senior Football Championship) I quattro campioni provinciali avanzano direttamente ai quarti di finale All-Ireland.
- Le sedici squadre eliminate prima delle semifinali accedono al primo turno dei ripescaggi. Le otto vincitrici avanzano al secondo turno.
- Secondo Turno:le otto squadre eliminate nella semifinale del torneo provinciale sfidano le 8 provenienti dal turno 1 dei ripescaggi. Le vincenti sono ammesse al terzo turno.
- Terzo turno:le otto squadre provenienti dal turno 2 si sfidano per ridurre il numero a 4.
- Quarto turno. Le vincenti del terzo turno sfidano le finaliste perdenti dei tornei provinciali. Le vincenti sono ammesse ai quarti di finale All Ireland
- Quarti di finale. Le vincitrici dei titoli provinciali sono teste di serie e non si possono incontrare in questo turno, quindi sfidano le squadre uscite dai ripescaggi. A questo punto si procede nel modo classico: semifinale e finale.

## Risultati

### Munster Senior Football Championship
|  | Quarti di finale | Quarti di finale | Quarti di finale |       |      | Semifinale | Semifinale | Semifinale |  |  | Finale | Finale | Finale |  |
|  |                  |                  |                  |       |      |            |            |            |  |  |        |        |        |  |
|  |                  |                  |                  |       |      | Limerick   | Limerick   | 0-05       |  |  |        |        |        |  |
|  |                  |                  |                  |       |      | Limerick   | Limerick   | 0-05       |  |  |        |        |        |  |
|  |                  |                  | Cork             | Cork  | 0-09 |            |            |            |  |  |        |        |        |  |
|  | Clare            | Clare            | Cork             | Cork  | 0-09 | 0-08       |            |            |  |  |        |        |        |  |
|  | Clare            | Clare            |                  |       |      |            |            |            |  |  |        |        |        |  |
|  | Limerick         | Limerick         | 2-05             |       |      |            |            |            |  |  |        |        |        |  |
|  | Limerick         | Limerick         | 2-05             |       | Cork | Cork       | 1-12       |            |  |  |        |        |        |  |
|  |                  |                  |                  |       |      |            |            |            |  |  |        |        |        |  |
|  |                  |                  | Kerry            | Kerry | 0-09 |            |            |            |  |  |        |        |        |  |
|  |                  |                  |                  | Kerry | 0-09 |            |            |            |  |  |        |        |        |  |
|  |                  |                  |                  |       |      |            |            |            |  |  |        |        |        |  |
|  |                  |                  |                  |       |      |            |            |            |  |  |        |        |        |  |
|  |                  | Tipperary        | Tipperary        | 1-05  |      |            |            |            |  |  |        |        |        |  |
|  |                  |                  |                  | 1-05  |      |            |            |            |  |  |        |        |        |  |
|  |                  |                  | Kerry            | Kerry | 0-17 |            |            |            |  |  |        |        |        |  |
|  | Waterford        | Waterford        | Kerry            | Kerry | 0-17 | 0-08       |            |            |  |  |        |        |        |  |
|  | Waterford        | Waterford        |                  |       |      |            |            |            |  |  |        |        |        |  |
|  | Kerry            | Kerry            | 0-16             |       |      |            |            |            |  |  |        |        |        |  |

| Arbitro: | P. McGovern (Galway) |

| |           |                                                                            |
| B Sheehan 0-6, Declan O'Sullivan 0-4, P Galvin, C Cooper 0-2 each, E Fitzmaurice, P O'Connor 0-1 each | Marcatori | S Cunningham 0-3, M Aherne, G Power, G Hurney, J Ryan, W Hennessy 0-1 each |

| Arbitro: | T. Quigley (Dublin) |

|                                                                                                 |           |                                                                         |
| David Russell, Denis Russell 0-2 each, M O'Dwyer, D Heddington, N Considine, G Quinlan 0-1 each | Marcatori | J Galvin, M Crowley 1-0 each, S Buckley, J Murphy 0-2 each, J Cooke 0-1 |

| Arbitro: | M. Daly (Mayo) |

|                              |           | |
| D Browne 0-5, R Costigan 1-0 | Marcatori | B Sheehan 0-7, K Donaghy 0-2, A O'Mahony, T O'Se, S Moynihan, Declan O'Sullivan, P Galvin, C Cooper, MF Russell, E Fitzmaurice 0-1 each |

| Arbitro: | S. Doyle (Wexford) |

|                                 |           |                                            |
| J Masters 0-8, K O'Sullivan 0-1 | Marcatori | O Keating, M Reidy 0-2 each, M Crowley 0-1 |

| Killarney 9 giugno 2006 | Kerry                | 0-10 – 0-10 referto | Cork | Fitzgerald Stadium\| Arbitro: \| J. McQuillan (Cavan) \| |
| Arbitro:                | J. McQuillan (Cavan) |                     |      |                                                          |

| Arbitro: | S. Doyle (Wexford) |

| |           |                                                                                   |
| D O Se, B Sheehan 0-2 each, P Galvin, C Cooper, Darren O'Sullivan, S O'Sullivan, MF Russell 0-1 each | Marcatori | J Masters 1-6, D O'Connor 0-2, S O'Brien, J Hayes, F Goold, K O'Sullivan 0-1 each |

### Leinster Senior Football Championship
|  | Ottavi di finale | Ottavi di finale | Ottavi di finale |          |        | Quarti di finale | Quarti di finale | Quarti di finale |  |  | Semifinali | Semifinali | Semifinali |  |  | Finale | Finale | Finale |  |
|  |                  |                  |                  |          |        |                  |                  |                  |  |  |            |            |            |  |  |        |        |        |  |
|  | Offaly           | Offaly           | 0-15             |          |        |                  |                  |                  |  |  |            |            |            |  |  |        |        |        |  |
|  | Offaly           | Offaly           | 0-15             |          |        |                  |                  |                  |  |  |            |            |            |  |  |        |        |        |  |
|  | Westmeath        | Westmeath        | 0-11             |          |        |                  |                  |                  |  |  |            |            |            |  |  |        |        |        |  |
|  | Westmeath        | Westmeath        | 0-11             |          | Offaly | Offaly           | 3-09             |                  |  |  |            |            |            |  |  |        |        |        |  |
|  |                  |                  |                  |          | Offaly | Offaly           | 3-09             |                  |  |  |            |            |            |  |  |        |        |        |  |
|  |                  |                  | Kildare          | Kildare  | 0-15   |                  |                  |                  |  |  |            |            |            |  |  |        |        |        |  |
|  | Nessuno          |                  | Kildare          | Kildare  | 0-15   |                  |                  |                  |  |  |            |            |            |  |  |        |        |        |  |
|  |                  |                  |                  |          |        |                  |                  |                  |  |  |            |            |            |  |  |        |        |        |  |
|  | Nessuno          |                  |                  |          |        |                  |                  |                  |  |  |            |            |            |  |  |        |        |        |  |
|  |                  | Offaly           | Offaly           | 2-15     |        |                  |                  |                  |  |  |            |            |            |  |  |        |        |        |  |
|  |                  |                  |                  |          |        |                  |                  |                  |  |  |            |            |            |  |  |        |        |        |  |
|  |                  |                  | Wexford          | Wexford  | 1-14   |                  |                  |                  |  |  |            |            |            |  |  |        |        |        |  |
|  | Louth            | Louth            | Wexford          | Wexford  | 1-14   | 0-10             |                  |                  |  |  |            |            |            |  |  |        |        |        |  |
|  | Louth            | Louth            |                  |          |        |                  |                  |                  |  |  |            |            |            |  |  |        |        |        |  |
|  | Meath            | Meath            | 1-15             |          |        |                  |                  |                  |  |  |            |            |            |  |  |        |        |        |  |
|  | Meath            | Meath            | 1-15             |          | Meath  | Meath            | 1-13             |                  |  |  |            |            |            |  |  |        |        |        |  |
|  |                  |                  |                  |          | Meath  | Meath            | 1-13             |                  |  |  |            |            |            |  |  |        |        |        |  |
|  |                  |                  | Wexford          | Wexford  | 1-19   |                  |                  |                  |  |  |            |            |            |  |  |        |        |        |  |
|  | Nessuno          |                  | Wexford          | Wexford  | 1-19   |                  |                  |                  |  |  |            |            |            |  |  |        |        |        |  |
|  |                  |                  |                  |          |        |                  |                  |                  |  |  |            |            |            |  |  |        |        |        |  |
|  | Nessuno          |                  |                  |          |        |                  |                  |                  |  |  |            |            |            |  |  |        |        |        |  |
|  |                  | Offaly           | Offaly           | 0-09     |        |                  |                  |                  |  |  |            |            |            |  |  |        |        |        |  |
|  |                  |                  |                  |          |        |                  |                  |                  |  |  |            |            |            |  |  |        |        |        |  |
|  |                  |                  | Dublino          | Dublino  | 1-15   |                  |                  |                  |  |  |            |            |            |  |  |        |        |        |  |
|  | Carlow           | Carlow           | Dublino          | Dublino  | 1-15   | 4-09             |                  |                  |  |  |            |            |            |  |  |        |        |        |  |
|  | Carlow           | Carlow           |                  |          |        |                  |                  |                  |  |  |            |            |            |  |  |        |        |        |  |
|  | Wicklow          | Wicklow          | 0-12             |          |        |                  |                  |                  |  |  |            |            |            |  |  |        |        |        |  |
|  | Wicklow          | Wicklow          | 0-12             |          | Carlow | Carlow           | 1-09             |                  |  |  |            |            |            |  |  |        |        |        |  |
|  |                  |                  |                  |          | Carlow | Carlow           | 1-09             |                  |  |  |            |            |            |  |  |        |        |        |  |
|  |                  |                  | Laois            | Laois    | 1-17   |                  |                  |                  |  |  |            |            |            |  |  |        |        |        |  |
|  | Nessuno          |                  | Laois            | Laois    | 1-17   |                  |                  |                  |  |  |            |            |            |  |  |        |        |        |  |
|  |                  |                  |                  |          |        |                  |                  |                  |  |  |            |            |            |  |  |        |        |        |  |
|  | Nessuno          |                  |                  |          |        |                  |                  |                  |  |  |            |            |            |  |  |        |        |        |  |
|  |                  | Laois            | Laois            | 0-12     |        |                  |                  |                  |  |  |            |            |            |  |  |        |        |        |  |
|  |                  |                  |                  |          |        |                  |                  |                  |  |  |            |            |            |  |  |        |        |        |  |
|  |                  |                  | Dublino          | Dublino  | 3-17   |                  |                  |                  |  |  |            |            |            |  |  |        |        |        |  |
|  | Nessuno          |                  | Dublino          | Dublino  | 3-17   |                  |                  |                  |  |  |            |            |            |  |  |        |        |        |  |
|  |                  |                  |                  |          |        |                  |                  |                  |  |  |            |            |            |  |  |        |        |        |  |
|  | Nessuno          |                  |                  |          |        |                  |                  |                  |  |  |            |            |            |  |  |        |        |        |  |
|  |                  | Dublino          | Dublino          | 1-12     |        |                  |                  |                  |  |  |            |            |            |  |  |        |        |        |  |
|  |                  |                  |                  | 1-12     |        |                  |                  |                  |  |  |            |            |            |  |  |        |        |        |  |
|  |                  |                  | Longford         | Longford | 0-14   |                  |                  |                  |  |  |            |            |            |  |  |        |        |        |  |
|  | Nessuno          |                  | Longford         | Longford | 0-14   |                  |                  |                  |  |  |            |            |            |  |  |        |        |        |  |
|  |                  |                  |                  |          |        |                  |                  |                  |  |  |            |            |            |  |  |        |        |        |  |
|  | Nessuno          |                  |                  |          |        |                  |                  |                  |  |  |            |            |            |  |  |        |        |        |  |

| Dublino 14 maggio 2006 | Westmeath | 0-11 – 0-15 referto                                                        | Offaly | Croke Park |
| \| \| \| \| \| PJ Ward 0-4, G Dolan, A Mangan 0-2 each, D Duffy, G Duffy, D Glennon 0-1 each \| Marcatori \| C McManus, N McNamee 0-4 each, C Quinn, T Deehan 0-3 each, K Slattery 0-1, \| |           |                                                                            |        |            |
| |           |                                                                            |        |            |
| PJ Ward 0-4, G Dolan, A Mangan 0-2 each, D Duffy, G Duffy, D Glennon 0-1 each | Marcatori | C McManus, N McNamee 0-4 each, C Quinn, T Deehan 0-3 each, K Slattery 0-1, |        |            |

| Dublino 14 maggio 2006 | Meath | 1-15 – 0-10 referto | Louth | Croke Park |

| Arbitro: | M. Collins (Cork) |

|                                                                                    |           |                                                                                                 |
| T Gill, J Daniels 0-3 each, P Cronin 0-2, J Stafford, L Glynn, W O'Gorman 0-1 each | Marcatori | S Rea 1-2, B Carbery 1-1, T Walsh, A Kelly 1-0 each, P Hickey 0-3, M Carpenter 0-2, P Walsh 0-1 |

| Arbitro: | M. Hughes (Tyrone) |

|                                                                                              |           | |
| J Doyle 0-6, T Fennin, P O'Neill, J Kavanagh 0-2 each, D Earley, K Brennan, K Ennis 0-1 each | Marcatori | N McNamee 1-1, A McNamee, T Deehan 1-0 each, K Slattery 0-2, S Brady, C McManus, C Quinn, N Coughlan, J Reynolds, J Coughlan 0-1 each |

| Arbitro: | V. Neary (Mayo) |

|                                                                                             |           | |
| M Forde 0-12, C Deeley 0-3, P Colfer 1-0, P Curtis, D Kinsella, L Murphy, J Hudson 0-1 each | Marcatori | D Regan 0-5, A Moyles 1-0, J Sheridan, G Geraghty 0-2 each, N McKeigue, C King, P Byrne, B Farrell 0-1 each |

| Dublino 4 giugno 2006 | Longford             | 0-14 – 0-12 referto | Dublin | Croke Park\| Arbitro: \| J. McQuillan (Cavan) \| |
| Arbitro:              | J. McQuillan (Cavan) |                     |        |                                                  |

| Arbitro: | J. Geaney (Cork) |

| |           |                                                                         |
| R Munnelly, B McDonald 0-4 each, F Byron 1-0, D Brennan 0-3, P Lawlor, G Kavanagh 0-2 each, I Fitzgerald, C Conway 0-1 each | Marcatori | S Rea 1-4, J Hayden, J Byrne, B Carbery, M Carpenter, P Hickey 0-1 each |

| Arbitro: | B. Crowe (Cavan) |

|                                                                      |           |                                                                               |
| T Quinn 2-3, C Keaney 0-6, R Cosgrove 1-3, A Brogan 0-2, P Casey 0-1 | Marcatori | B McDonald 0-4, R Munnelly 0-3, C Conway 0-2, D Brennan, B McCormack 0-1 each |

| Arbitro: | J. White (Donegal) |

|                                                             |           |                                                                                             |
| N McNamee 1-7, T Deehan 1-4, C McManus, J Reynolds 0-1 each | Marcatori | M Forde 1-7, D Kinsella 0-2, R Barry, R Stafford, P Colfer, D Fogarty, PJ Banville 0-1 each |

| Arbitro: | M. Duffy (Sligo) |

|                                                         |           |                                                            |
| T Quinn 0-7, J Sherlock 1-1, A Brogan 0-4, C Keaney 0-3 | Marcatori | N McNamee 0-4, C McManus, T Deehan 0-2 each, A McNamee 0-1 |

### Ulster Senior Football Championship
|  | Ottavi di finale | Ottavi di finale | Ottavi di finale |           |      | Quarti di finale | Quarti di finale | Quarti di finale |  |  | Semifinali | Semifinali | Semifinali |  |  | Finale | Finale | Finale |  |
|  |                  |                  |                  |           |      |                  |                  |                  |  |  |            |            |            |  |  |        |        |        |  |
|  | Nessuno          |                  |                  |           |      |                  |                  |                  |  |  |            |            |            |  |  |        |        |        |  |
|  |                  |                  |                  |           |      |                  |                  |                  |  |  |            |            |            |  |  |        |        |        |  |
|  | Nessuno          |                  |                  |           |      |                  |                  |                  |  |  |            |            |            |  |  |        |        |        |  |
|  |                  | Antrim           | Antrim           | 0-09      |      |                  |                  |                  |  |  |            |            |            |  |  |        |        |        |  |
|  |                  |                  |                  | 0-09      |      |                  |                  |                  |  |  |            |            |            |  |  |        |        |        |  |
|  |                  |                  | Fermanagh        | Fermanagh | 1-09 |                  |                  |                  |  |  |            |            |            |  |  |        |        |        |  |
|  | Nessuno          |                  | Fermanagh        | Fermanagh | 1-09 |                  |                  |                  |  |  |            |            |            |  |  |        |        |        |  |
|  |                  |                  |                  |           |      |                  |                  |                  |  |  |            |            |            |  |  |        |        |        |  |
|  | Nessuno          |                  |                  |           |      |                  |                  |                  |  |  |            |            |            |  |  |        |        |        |  |
|  |                  | Fermanagh        | Fermanagh        | 1-08      |      |                  |                  |                  |  |  |            |            |            |  |  |        |        |        |  |
|  |                  |                  |                  |           |      |                  |                  |                  |  |  |            |            |            |  |  |        |        |        |  |
|  |                  |                  | Armagh           | Armagh    | 0-16 |                  |                  |                  |  |  |            |            |            |  |  |        |        |        |  |
|  | Nessuno          |                  | Armagh           | Armagh    | 0-16 |                  |                  |                  |  |  |            |            |            |  |  |        |        |        |  |
|  |                  |                  |                  |           |      |                  |                  |                  |  |  |            |            |            |  |  |        |        |        |  |
|  | Nessuno          |                  |                  |           |      |                  |                  |                  |  |  |            |            |            |  |  |        |        |        |  |
|  |                  | Monaghan         | Monaghan         | 0-13      |      |                  |                  |                  |  |  |            |            |            |  |  |        |        |        |  |
|  |                  |                  |                  | 0-13      |      |                  |                  |                  |  |  |            |            |            |  |  |        |        |        |  |
|  |                  |                  | Armagh           | Armagh    | 1-13 |                  |                  |                  |  |  |            |            |            |  |  |        |        |        |  |
|  | Nessuno          |                  | Armagh           | Armagh    | 1-13 |                  |                  |                  |  |  |            |            |            |  |  |        |        |        |  |
|  |                  |                  |                  |           |      |                  |                  |                  |  |  |            |            |            |  |  |        |        |        |  |
|  | Nessuno          |                  |                  |           |      |                  |                  |                  |  |  |            |            |            |  |  |        |        |        |  |
|  |                  | Armagh           | Armagh           | 1-09      |      |                  |                  |                  |  |  |            |            |            |  |  |        |        |        |  |
|  |                  |                  |                  |           |      |                  |                  |                  |  |  |            |            |            |  |  |        |        |        |  |
|  |                  |                  | Donegal          | Donegal   | 0-09 |                  |                  |                  |  |  |            |            |            |  |  |        |        |        |  |
|  | Cavan            | Cavan            | Donegal          | Donegal   | 0-09 | 0-11             |                  |                  |  |  |            |            |            |  |  |        |        |        |  |
|  | Cavan            | Cavan            |                  |           |      |                  |                  |                  |  |  |            |            |            |  |  |        |        |        |  |
|  | Down             | Down             | 1-13             |           |      |                  |                  |                  |  |  |            |            |            |  |  |        |        |        |  |
|  | Down             | Down             | 1-13             |           | Down | Down             | 1-11             |                  |  |  |            |            |            |  |  |        |        |        |  |
|  |                  |                  |                  |           | Down | Down             | 1-11             |                  |  |  |            |            |            |  |  |        |        |        |  |
|  |                  |                  | Donegal          | Donegal   | 1-12 |                  |                  |                  |  |  |            |            |            |  |  |        |        |        |  |
|  | Nessuno          |                  | Donegal          | Donegal   | 1-12 |                  |                  |                  |  |  |            |            |            |  |  |        |        |        |  |
|  |                  |                  |                  |           |      |                  |                  |                  |  |  |            |            |            |  |  |        |        |        |  |
|  | Nessuno          |                  |                  |           |      |                  |                  |                  |  |  |            |            |            |  |  |        |        |        |  |
|  |                  | Donegal          | Donegal          | 1-11      |      |                  |                  |                  |  |  |            |            |            |  |  |        |        |        |  |
|  |                  |                  |                  |           |      |                  |                  |                  |  |  |            |            |            |  |  |        |        |        |  |
|  |                  |                  | Derry            | Derry     | 0-11 |                  |                  |                  |  |  |            |            |            |  |  |        |        |        |  |
|  | Nessuno          |                  | Derry            | Derry     | 0-11 |                  |                  |                  |  |  |            |            |            |  |  |        |        |        |  |
|  |                  |                  |                  |           |      |                  |                  |                  |  |  |            |            |            |  |  |        |        |        |  |
|  | Nessuno          |                  |                  |           |      |                  |                  |                  |  |  |            |            |            |  |  |        |        |        |  |
|  |                  | Tyrone           | Tyrone           | 0-05      |      |                  |                  |                  |  |  |            |            |            |  |  |        |        |        |  |
|  |                  |                  |                  | 0-05      |      |                  |                  |                  |  |  |            |            |            |  |  |        |        |        |  |
|  |                  |                  | Derry            | Derry     | 1-08 |                  |                  |                  |  |  |            |            |            |  |  |        |        |        |  |
|  | Nessuno          |                  | Derry            | Derry     | 1-08 |                  |                  |                  |  |  |            |            |            |  |  |        |        |        |  |
|  |                  |                  |                  |           |      |                  |                  |                  |  |  |            |            |            |  |  |        |        |        |  |
|  | Nessuno          |                  |                  |           |      |                  |                  |                  |  |  |            |            |            |  |  |        |        |        |  |

| Arbitro: | E. Murtagh (Longford) |

| |           |                                                                     |
| M Walsh 0-5, B Coulter 1-0, D Hughes 0-3, D Gordon, E McCartan, A Rogers, R Murtagh, R Sexton 0-1 each | Marcatori | S Johnston 0-6, L Reilly 0-2, G Pierson, D McCabe, P Brady 0-1 each |

| Arbitro: | P. Fox (Westmeath) |

|                                                                            |           |                                                                                             |
| O McConville 0-5, S McDonnell 0-2, K McGeeney, M Mackin, R Clarke 0-1 each | Marcatori | S Gollogly, P Finlay, R Woods 0-2 each, H McElroy, T Freeman, D Freeman, D Clerkin 0-1 each |

| Arbitro: | D. Fahy (Longford) |

|                                                                                             |           |                                                         |
| O McConville 0-5, B Mallon 1-1, S McDonnell 0-3, R Clarke 0-2, P Duffy, P McKeever 0-1 each | Marcatori | P Finlay 0-4, R Woods 0-3, T Freeman 0-2, D Clerkin 0-1 |

| Arbitro: | M. Duffy (Sligo) |

|                                                            |           |                                                                          |
| C O'Reilly 1-4, M Little 0-3, S Goan, S McDermott 0-1 each | Marcatori | M Magill 0-4, P Cunningham 0-2, M McCann, K Niblock, K McGourty 0-1 each |

| Arbitro: | D. Coldrick (Meath) |

|                                                         |           |                                                            |
| O Mulligan 0-2, D Harte, J McMahon, P Donnelly 0-1 each | Marcatori | E Muldoon 1-3, P Bradley 0-3, J O'Kane, E Bradley 0-1 each |

| Ballybofey 4 giugno 2006 | Donegal               | 1-12 – 1-11 referto | Down | MacCumhail Park\| Arbitro: \| G. O'Conamha (Galway) \| |
| Arbitro:                 | G. O'Conamha (Galway) |                     |      |                                                        |

| Arbitro: | J. Bannon (Longford) |

|                                                                                             |           |                                                            |
| S McDonnell, O McConville 0-3 each, R Clarke 0-2, A Kernan, C McKeever, P McKeever 0-1 each | Marcatori | T Brewster 1-2, R Keenan 1-0, C O'Reilly 0-2, M Murphy 0-1 |

| Arbitro: | P. Russell (Tipperary) |

| |           |                                                                           |
| O McConville 0-4, P McKeever, R Clarke 0-3 each, S McDonnell 0-2, A Kernan, C McKeever, M Mackin 0-1 each | Marcatori | C O'Reilly 1-1, M Little 0-3, T Brewster 0-2, E Maguire,J Sherry 0-1 each |

| Arbitro: | M. Monahan (Kildare) |

|                                                           |           |                                                              |
| M Doherty 1-4, R Kavanagh 0-5, K Lacey, C Bonner 0-2 each | Marcatori | E Muldoon, P Bradley 0-4 each, J Diver 0-2, F McEldowney 0-1 |

| Arbitro: | M. Monahan (Kildare) |

|                                                                                               |           |                                                                                     |
| P McGrane 1-0, R Clarke 0-3, J McEntee, O McConville 0-2 each, S McDonnell, A Mallon 0-1 each | Marcatori | A Sweeney 0-3, E McGee, B Dunnion, M Hegarty, R Kavanagh, C Dunne, C Kelly 0-1 each |

### Connacht Senior Football Championship
|  | Quarti di finale               | Quarti di finale | Quarti di finale |        |           | Semifinali | Semifinali | Semifinali |  |  | Finale | Finale | Finale |  |
|  |                                |                  |                  |        |           |            |            |            |  |  |        |        |        |  |
|  | New York                       | New York         | 0-09             |        |           |            |            |            |  |  |        |        |        |  |
|  | New York                       | New York         | 0-09             |        |           |            |            |            |  |  |        |        |        |  |
|  | Roscommon                      | Roscommon        | 1-14             |        |           |            |            |            |  |  |        |        |        |  |
|  | Roscommon                      | Roscommon        | 1-14             |        | Roscommon | Roscommon  | 1-08       |            |  |  |        |        |        |  |
|  |                                |                  |                  |        | Roscommon | Roscommon  | 1-08       |            |  |  |        |        |        |  |
|  |                                |                  | Galway           | Galway | 3-07      |            |            |            |  |  |        |        |        |  |
|  | Sligo                          | Sligo            | Galway           | Galway | 3-07      | 1-12       |            |            |  |  |        |        |        |  |
|  | Sligo                          | Sligo            |                  |        |           |            |            |            |  |  |        |        |        |  |
|  | Galway                         | Galway           | 0-19             |        |           |            |            |            |  |  |        |        |        |  |
|  | Galway                         | Galway           | 0-19             |        | Galway    | Galway     | 1-08       |            |  |  |        |        |        |  |
|  |                                |                  |                  |        |           |            |            |            |  |  |        |        |        |  |
|  |                                |                  | Mayo             | Mayo   | 0-12      |            |            |            |  |  |        |        |        |  |
|  | Leitrim qualificata di diritto |                  | Mayo             | Mayo   | 0-12      |            |            |            |  |  |        |        |        |  |
|  |                                |                  |                  |        |           |            |            |            |  |  |        |        |        |  |
|  | Leitrim qualificata di diritto |                  |                  |        |           |            |            |            |  |  |        |        |        |  |
|  |                                | Leitrim          | Leitrim          | 1-09   |           |            |            |            |  |  |        |        |        |  |
|  |                                |                  |                  | 1-09   |           |            |            |            |  |  |        |        |        |  |
|  |                                |                  | Mayo             | Mayo   | 1-10      |            |            |            |  |  |        |        |        |  |
|  | Londra                         | Londra           | Mayo             | Mayo   | 1-10      | 0-08       |            |            |  |  |        |        |        |  |
|  | Londra                         | Londra           |                  |        |           |            |            |            |  |  |        |        |        |  |
|  | Mayo                           | Mayo             | 1-18             |        |           |            |            |            |  |  |        |        |        |  |

| New York 14 maggio 2006 | New York | 0-09 – 1-14 referto | Roscommon | Gaelic Park |

| Ruislip 28 maggio 2006 | London | 0-08 – 1-18 referto | Mayo | Emerald GAA Grounds |

| Galway 27 maggio 2006 | Galway                 | 0-19 – 1-12 referto | Sligo | Pearse Stadium\| Arbitro: \| P. McEnaney (Monaghan) \| |
| Arbitro:              | P. McEnaney (Monaghan) |                     |       |                                                        |

| Arbitro: | M. Deegan (Laois) |

|                                                         |           |                                                                             |
| G Heneghan 0-4, E Kenny 1-0, K Mannion 0-3, G Lohan 0-1 | Marcatori | M Meehan 1-3, S Armstrong 1-1, Derek Savage 1-0, P Joyce 0-2, N Coleman 0-1 |

| Arbitro: | T. Quigley (Dublin |

|                                                                                                  |           |                                                                                    |
| C Carroll 1-0, M Foley 0-3, D McHugh, S Foley, C Regan, D Duignan, D Brennan, C Duignan 0-1 each | Marcatori | C Mortimer 0-4, G Brady 1-0, K McDonald 0-3, A Moran, P Harte, A Kilcoyne 0-1 each |

| Arbitro: | P. Russell (Tipperary) |

|                                                                                     |           |                                                                                 |
| C Mortimer 0-4, C McDonald, A Dillon 0-2 each, P Harte, BJ Padden, G Brady 0-1 each | Marcatori | M Clancy 1-0, P Joyce 0-3, M Meehan 0-2, S Armstrong, C Bane, J Bergin 0-1 each |

## Ripescaggi

### Round 1
| Arbitro: | F. Flynn (Leitrim) |

|                                                                                            |           | |
| O Mulligan 2-6, S O'Neill 0-4, E McGinley, R Mulgrew 0-2 each, P Jordan, G Cavlan 0-1 each | Marcatori | D Clarke 0-7, M Stanfield 1-2, JP Rooney 1-0, B White 0-2, J Carr 0-1, M Farrelly 0-1, P Keenan 0-1, M Brennan 0-1, R Finnegan 0-1 |

| Arbitro: | M. Duffy (Sligo) |

|                                                                                   |           |                                                      |
| T Freeman 1-8, R Woods 1-2, D Clerkin, E Duffy, P Finlay 0-2 each, S Gollogly 0-1 | Marcatori | L Glynn 1-2, J Daniels 0-4 G Doyle 1-0, A Halpin 1-0 |

| Arbitro: | M. Higgins (Fermanagh) |

|                                             |           | |
| B Solan 0-4, N Clinton 0-3, P McDermott 0-1 | Marcatori | D Glennon 0-10, D Healy, G Dolan, A Mangan 0-2 each, M Ennis, D Duffy, J Fallon, J Nugent 0-1 each |

| Belfast 17 giugno 2006 | Antrim    | 2-09 – 1-13 referto                                                                             | Clare | Casement Park |
| \| \| \| \| \| K Niblock, M Magill 1-1, C Close, P Cunningham, M McCann 0-2, M Dougan 0-1 \| Marcatori \| Denis Russell 0-6, S Hickey 1-1, G Quinlan, P O'Dwyer 0-2 each, N Considine, M O'Dwyer 0-1 each \| |           |                                                                                                 |       |               |
| |           |                                                                                                 |       |               |
| K Niblock, M Magill 1-1, C Close, P Cunningham, M McCann 0-2, M Dougan 0-1 | Marcatori | Denis Russell 0-6, S Hickey 1-1, G Quinlan, P O'Dwyer 0-2 each, N Considine, M O'Dwyer 0-1 each |       |               |

| Arbitro: | D. Coldrick (Meath) |

|                                        |           |                                                                        |
| D Hughes 0-2, L Doyle, A Carr 0-1 each | Marcatori | S Davey 1-1, M Breheny 0-3, R Donovan, P Taylor, J McPartland 0-1 each |

| Waterford 17 giugno 2006 | Waterford | 1-09 – 1-16 referto | Longford | Walsh Park |

| Arbitro: | A. Mangan (Kerry) |

| |           |                                                                             |
| G Geraghty 1-1, J Sheridan 0-4, C McCarthy 0-3, D Regan, M Doran 0-2 each, C King, N Crawford, P Curran, B Farrell, R Magee 0-1 each | Marcatori | P Walsh 0-1, T Walsh 0-1, P Hickey 0-2, S Rea 0-6, T Smith 0-1, D Byrne 0-1 |

| Arbitro: | G. O'Conamha (Galway) |

|                                                                                              |           |                                                                     |
| C McCullagh 0-5, E McGinley 1-0, M Penrose 0-2, O Mulligan 0-2, R Mellon 0-2, S Cavanagh 0-1 | Marcatori | P Keenan 1-0, M Stanfield, D Clarke, A Hoey 0-2 each, M Brennan 0-1 |

| Arbitro: | M. Meade (Limerick) |

| |           | |
| J Doyle 0-6, R Sweeney 1-0, D Earley 0-3, M Foley, T Archbold, P O'Neill 0-2 each, T Connor, T Fennin, K Brennan 0-1 each | Marcatori | S Johnston 0-6, L Reilly 1-0, J Reilly 0-2, R Flanagan, E O'Reilly, M Cahill, A Forde, S Brady 0-1 each |

### Round 2
| Clones 8 luglio 2006 | Monaghan           | 0-06 – 0-08 referto | Wexford | St. Tiernach's Park\| Arbitro: \| F. Flynn (Leitrim) \| |
| Arbitro:             | F. Flynn (Leitrim) |                     |         |                                                         |

| Carrick on Shannon 9 luglio 2006 | Sligo               | 1-07 – 0-09 referto | Leitrim | Páirc Seán Mac Diarmada\| Arbitro: \| C. Broderick (Down) \| |
| Arbitro:                         | C. Broderick (Down) |                     |         |                                                              |

| Arbitro: | P. McEnaney (Monaghan) |

| |           |                                         |
| D Regan, J Sheridan 0-5 each, C King 1-0, P Curran 0-3, B Lynch 0-2, B Farrell, D White, S Kenny, M Ward 0-1 each | Marcatori | S O'Neill, C Cregg, G Heneghan 0-3 each |

| Arbitro: | C. Reilly (Meath) |

|                                                               |           |                                                                                         |
| Denis Russell 0-6, M O'Shea 0-2, G Quinlan, S Hickey 0-1 each | Marcatori | T Brewster 0-7, E Maguire, C O Reilly, M McGrath 0-2 each, A Little, F Doherty 0-1 each |

| Arbitro: | P. McGovern (Galway) |

|                                                                                      |           |                                                       |
| D Dolan 0-5, A Mangan 0-3, M Ennis 0-2, J Connellan, D O'Donoghue, J Fallon 0-1 each | Marcatori | M Gavin 0-6, M Reidy 1-1, D Horan, S Buckley 0-1 each |

| Arbitro: | P. Hughes (Armagh |

| |           |                                                                         |
| B Kavanagh 0-8, P Barden 0-6, D Barden 1-3, K Smith, P Foy, W Murray, B McElvaney, L Keenan, P Berry 0-1 each | Marcatori | D Browne 0-4, B Hickey 0-3, B Mulvihill 1-0, D O'Brien 0-2, B Lacey 0-1 |

| Portlaoise 8 luglio 2006 | Laois           | 0-09 – 0-06 referto | Tyrone | O'Moore Park\| Arbitro: \| J. Geaney (Cork \| |
| Arbitro:                 | J. Geaney (Cork |                     |        |                                               |

| Arbitro: | M. Daly (Mayo) |

|                                                          |           | |
| P O'Neill 0-5, J Doyle 0-3, J Kavanagh 0-2, T Fennin 0-1 | Marcatori | P Bradley 0-6, J McBride 1-0, J Kelly 0-3, C Mullan 0-2, G Donaghy, M Lynch, J Diver, F Doherty, E Bradley, R Convery 0-1 each |

### Round 3
| Arbitro: | P. McEnaney (Monaghan) |

|                                                               |           |                                                                                             |
| R Munnelly 2-4, C Conway 0-6, B McCormack 0-2, B McDonald 0-1 | Marcatori | P Curran 0-4, M Ward, M Doran, G Geraghty 0-2 each, B Lynch, D Regan, S MacGabhann 0-1 each |

| Arbitro: | B. Tyrell (Tipperary) |

|                                                                                       |           |                                                                                    |
| T Brewster 0-6, C O'Reilly 1-3, E Maguire 1-0, M McGrath, A Little, J Sherry 0-1 each | Marcatori | E Bradley 0-3, S Cullen 0-3, D Kinsella 0-2, C Deeley, P Colfer, L Murphy 0-1 each |

| Longford 15 luglio 2006 | Longford          | 1-16 – 2-12 referto | Derry | Pearse Park\| Arbitro: \| M. Collins (Cork) \| |
| Arbitro:                | M. Collins (Cork) |                     |       |                                                |

| Arbitro: | M. Ryan (Limerick) |

|                                                                                      |           |                                                                            |
| M Breheny 0-5, S Davey 0-4, J McPartland 0-2, T Taylor, K Sweeney, P Taylor 0-1 each | Marcatori | D Dolan 0-8, G Dolan 1-0, D Duffy, D Healy, D Heavin, J Connellan 0-1 each |

### Round 4
| Arbitro: | E. Murtagh (Longford) |

|                                                                                     |           | |
| T Brewster, E Maguire 0-2 each, M McGrath, M Murphy, S Doherty, C O'Reilly 0-1 each | Marcatori | C Toye, L Thompson, J Gallagher 0-2 each, M Hegarty, R Kavanagh, A Sweeney, C Kelly, S McHugh 0-1 each |

| Arbitro: | A. Mangan (Kerry) |

|                                                                       |           |                                                                             |
| G Dolan 1-1, D Dolan 0-3, D Glennon 0-2, A Mangan, G Glennon 0-1 each | Marcatori | M Meehan 0-4, C Bane 0-2, D Meehan, P Joyce, J Bergin, M Donnellan 0-1 each |

| Arbitro: | V. Neary (Mayo) |

|                                               |           | |
| B Kavanagh 1-6, P Barden 0-3, B McElvaney 0-2 | Marcatori | , E Brosnan 3-0,C Cooper 1-3, MF Russell 0-2, K Donaghy, P Galvin, D Ó Sé, B Sheehan, S O'Sullivan, T Griffin 0-1 each |

| Arbitro: | J. McQuillan (Cavan) |

|                                                                         |           |                            |
| C Conway, R Munnelly 0-3 each, P Clancy 1-0, B Quigley 0-2, F Byron 0-1 | Marcatori | C McManus 0-3, C Quinn 0-1 |

### All-Ireland Senior Football Championship
| Arbitro: | D. Coldrick (Meath) |

|                                                                                |           | |
| S McDonnell 1-5, R Clarke, O McConville 0-3 each, A Kernan, J McEntee 0-1 each | Marcatori | E Brosnan, K Donaghy, Darren O'Sullivan 1-0 each, C Cooper 0-3, MF Russell, M Ó Sé, B Sheehan, S O'Sullivan 0-2 each, Declan O'Sullivan, T Ó Sé, P Galvin 0-1 each |

| Arbitro: | T. Quigley (Dublin) |

| |           | |
| J Hayes 1-1, J Masters 0-3, G Spillane 0-2, P O'Neill, S O'Brien, F Gould, K McMahon, D O'Connor 0-1 each | Marcatori | C Toye 1-0, M Doherty 0-3, L Thompson 0-2, B Monaghan, B Dunnion, C Bonner, R Kavanagh, C Kelly 0-1 each |

| Arbitro: | B. Crowe (Cavan) |

|                                                                                  |           |                                                            |
| T Quinn 1-2, A Brogan 0-4, C Keaney 0-2, S Ryan, R Cosgrove, J Sherlock 0-1 each | Marcatori | M Ennis, J Connellan, D Glennon, D Dolan, J Smyth 0-1 each |

| Arbitro: | P. McEnaney (Monaghan) |

| |           |                                                                            |
| C Mortimer 0-6, A Kilcoyne, A Dillon 0-2 each, D Heaney, BJ Padden, C McDonald, K O'Neill, A Moran 0-1 each | Marcatori | C Conway 0-6, N Garvan, D Brennan 0-3 each, R Munnelly 0-2, B McDonald 0-1 |

| Arbitro: | J. McQuillan (Cavan) |

| |           |                                                                             |
| C Mortimer 0-5, A Higgins, A Dillon 0-2 each, A Kilcoyne, R McGarrity, BJ Padden, G Brady, C McDonald 0-1 each | Marcatori | R Munnelly 0-5, C Conway, B McDonald 0-2 each, P Clancy, D Brennan 0-1 each |

| Arbitro: | J. Bannon (Longford) |

| |           |                                                                             |
| MF Russell 0-6, C Cooper 0-4, S O'Sullivan 0-2, K Donaghy, T Ó Sé, P Galvin, Declan O'Sullivan 0-1 each | Marcatori | J Masters 0-5, D O'Connor 0-2, K O'Sullivan, S O'Brien, C McCarthy 0-1 each |

| Dublino 27 agosto 2006 | Mayo      | 1-16 – 2-12 referto                                                                    | Dublin | Croke Park (82.148 spett.) |
| \| \| \| \| \| C Mortimer 0-5, A Dillon 0-4, A Moran 1-0, G Brady, C McDonald, K O'Neill 0-2 each, A Higgins 0-1 \| Marcatori \| C Keaney 1-3, A Brogan 0-4, J Sherlock 1-0, R Cosgrove, T Quinn 0-2 each, K Bonner 0-1 \| |           |                                                                                        |        |                            |
| |           |                                                                                        |        |                            |
| C Mortimer 0-5, A Dillon 0-4, A Moran 1-0, G Brady, C McDonald, K O'Neill 0-2 each, A Higgins 0-1 | Marcatori | C Keaney 1-3, A Brogan 0-4, J Sherlock 1-0, R Cosgrove, T Quinn 0-2 each, K Bonner 0-1 |        |                            |

| Arbitro: | B. Crowe (Cavan) |

| |           |                                                                             |
| C Cooper, K Donaghy, D O'Sullivan 1-2 each, E Brosnan 1-1, M F Russell, A O'Mahony 0-2 each, S Moynihan, P Galvin, S O'Sullivan 0-1 each, | Marcatori | K O'Neill 2-0, P Harte 1-0, C Mortimer 0-3, B J Padden, C McDonald 0-1 each |

|  | Quarter-finals | Quarter-finals | Quarter-finals |      |         | Semi-finals | Semi-finals | Semi-finals |  |  | All-Ireland final | All-Ireland final | All-Ireland final |
|  |                |                |                |      |         |             |             |             |  |  |                   |                   |                   |
|  |                | Armagh         | 1-13           |      |         |             |             |             |  |  |                   |                   |                   |
|  |                | Kerry          | 3-15           |      |         |             |             |             |  |  |                   |                   |                   |
|  |                | Kerry          | 3-15           |      | Kerry   | 0-16        |             |             |  |  |                   |                   |                   |
|  |                |                |                |      | Kerry   | 0-16        |             |             |  |  |                   |                   |                   |
|  |                |                | Cork           | 0-10 |         |             |             |             |  |  |                   |                   |                   |
|  |                | Cork           | Cork           | 0-10 | 1-11    |             |             |             |  |  |                   |                   |                   |
|  |                | Cork           |                |      | 1-11    |             |             |             |  |  |                   |                   |                   |
|  |                | Donegal        | 1-10           |      |         |             |             |             |  |  |                   |                   |                   |
|  |                |                |                |      |         |             |             |             |  |  |                   | Kerry             | 4-15              |
|  |                |                |                | Mayo | 3-05    |             |             |             |  |  |                   |                   |                   |
|  |                | Dublino        | 1-12           |      |         |             |             |             |  |  |                   |                   |                   |
|  |                | Westmeath      | 0-05           |      |         |             |             |             |  |  |                   |                   |                   |
|  |                | Westmeath      | 0-05           |      | Dublino | 2-12        |             |             |  |  |                   |                   |                   |
|  |                |                |                |      | Dublino | 2-12        |             |             |  |  |                   |                   |                   |
|  |                |                | Mayo           | 1-16 |         |             |             |             |  |  |                   |                   |                   |
|  |                | Mayo           | Mayo           | 1-16 | 0-14    |             |             |             |  |  |                   |                   |                   |
|  |                | Mayo           |                |      | 0-14    |             |             |             |  |  |                   |                   |                   |
|  |                | Laois          | 0-11           |      |         |             |             |             |  |  |                   |                   |                   |